# 郡上味噌
郡上味噌（ぐじょうみそ）は、長良川源流の地、岐阜県郡上地方独特の味噌。大坪醤油株式会社の登録商標でもある。
麦こうじと大豆こうじを使用する独自の製法で、他に類を見ない種類の味噌である。この地方の味噌を指すのではなく、郡上市の大坪醤油株式会社の登録商標。市場の郡上味噌は、商標の契約により流通している。